# Demetri l'Estret
Demetri l'Estret (en llatí Demetrius, en grec antic Δημητριος ὁ λεπτος) era fill de Demetri Poliorcetes però nascut fora del matrimoni d'una dona il·líria amant del seu pare. Només el menciona Plutarc però no se li coneix cap fet rellevant. Va tenir un germanastre anomenat Demetri el Bell.